# Le Carnaval des vérités
Le Carnaval des vérités er en fransk stumfilm fra 1920 af Marcel L'Herbier.

## Medvirkende
- Suzanne Desprès som Della Gentia
- Paul Capellani som Paul Dorsenne
- Jaque Catelain som Juan Tristan
- Marcelle Pradot som Clarisse
- Eugénie Nau som Aristoy
- Claude France
- Marcelle Chantal
- Philippe Hériat